# Schloss Beauregard

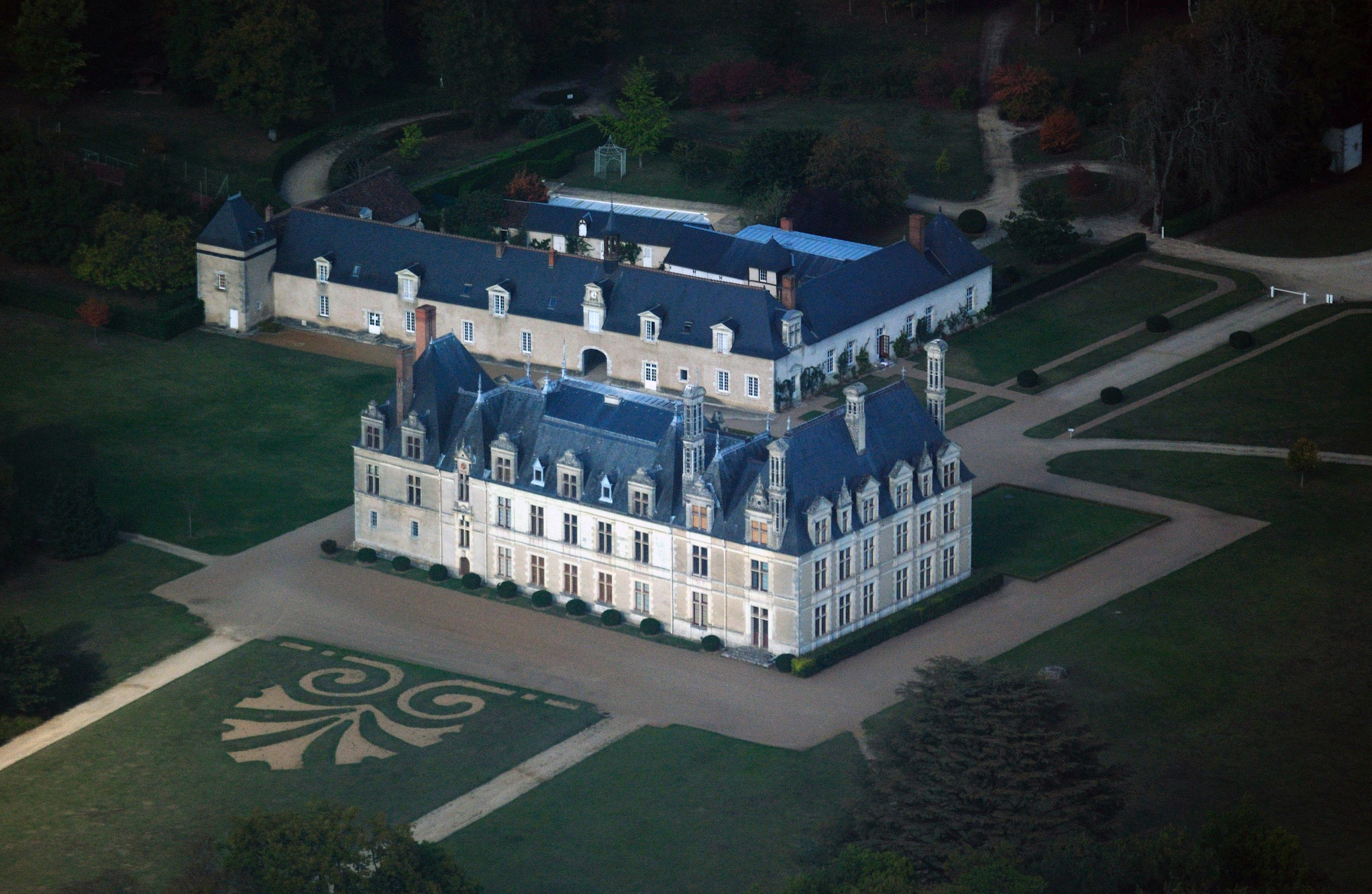
Luftbild der Schlossanlage

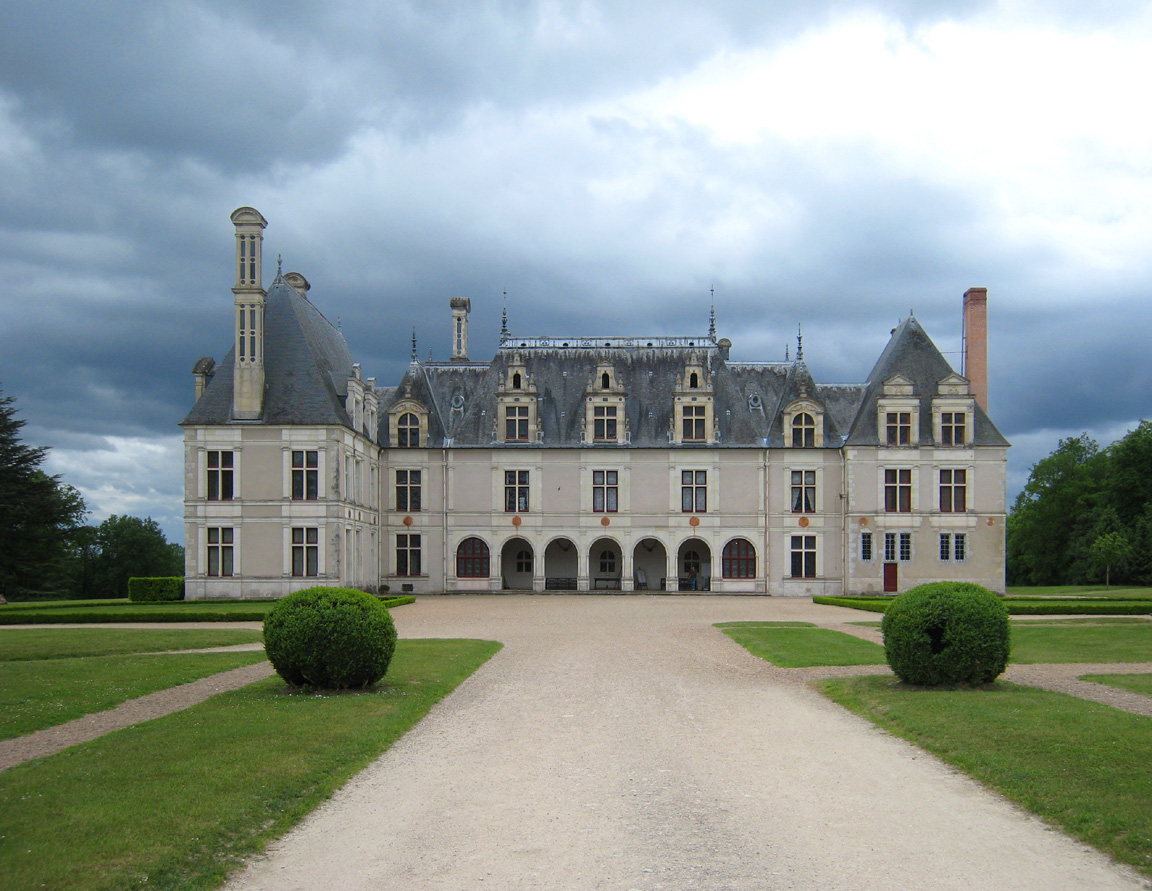
Schloss Beauregard, Vorderseite mit Arkadengalerie

Das Schloss Beauregard steht im Beuvrontal auf dem Gebiet der französischen Gemeinde Cellettes etwa sechs Kilometer südöstlich von Blois im Département Loir-et-Cher der Region Centre-Val de Loire.
Das zu den Schlössern der Loire zählende Anwesen wurde im 16. Jahrhundert als Landschloss erbaut, von seinen späteren Eigentümern aber stark verändert. Besonders während des 19. Jahrhunderts wurde ein Großteil der Gebäude abgerissen. Umgeben von einem großen Park, der zwischen 1912 und 1925 gestaltet wurde, kann das Schloss nach umfassenden Restaurierungsmaßnahmen heute gegen Entgelt besichtigt werden, obwohl es sich in Privatbesitz befindet.
Das Schlossgebäude steht seit 1840 unter Denkmalschutz. Sein Park wurde im September 1993 in die französische Denkmalliste aufgenommen.

## Baubeschreibung

### Das Äußere

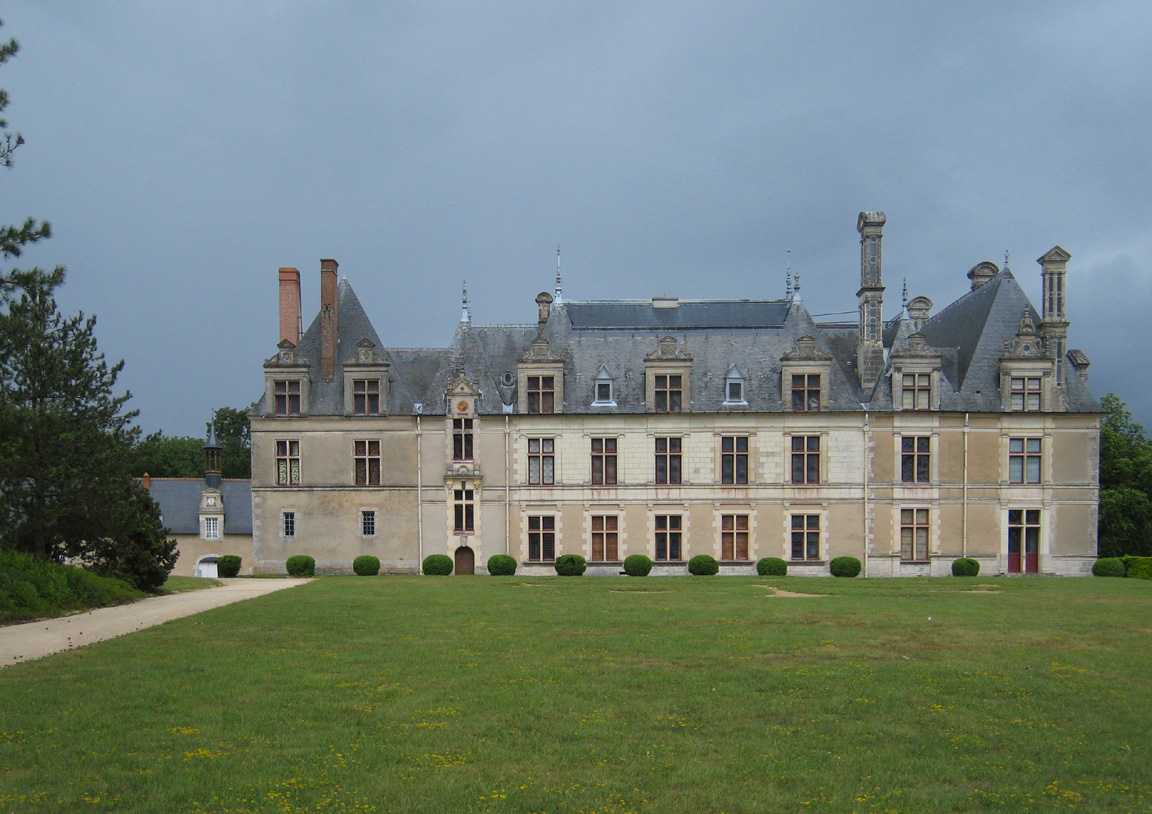
Parkseite

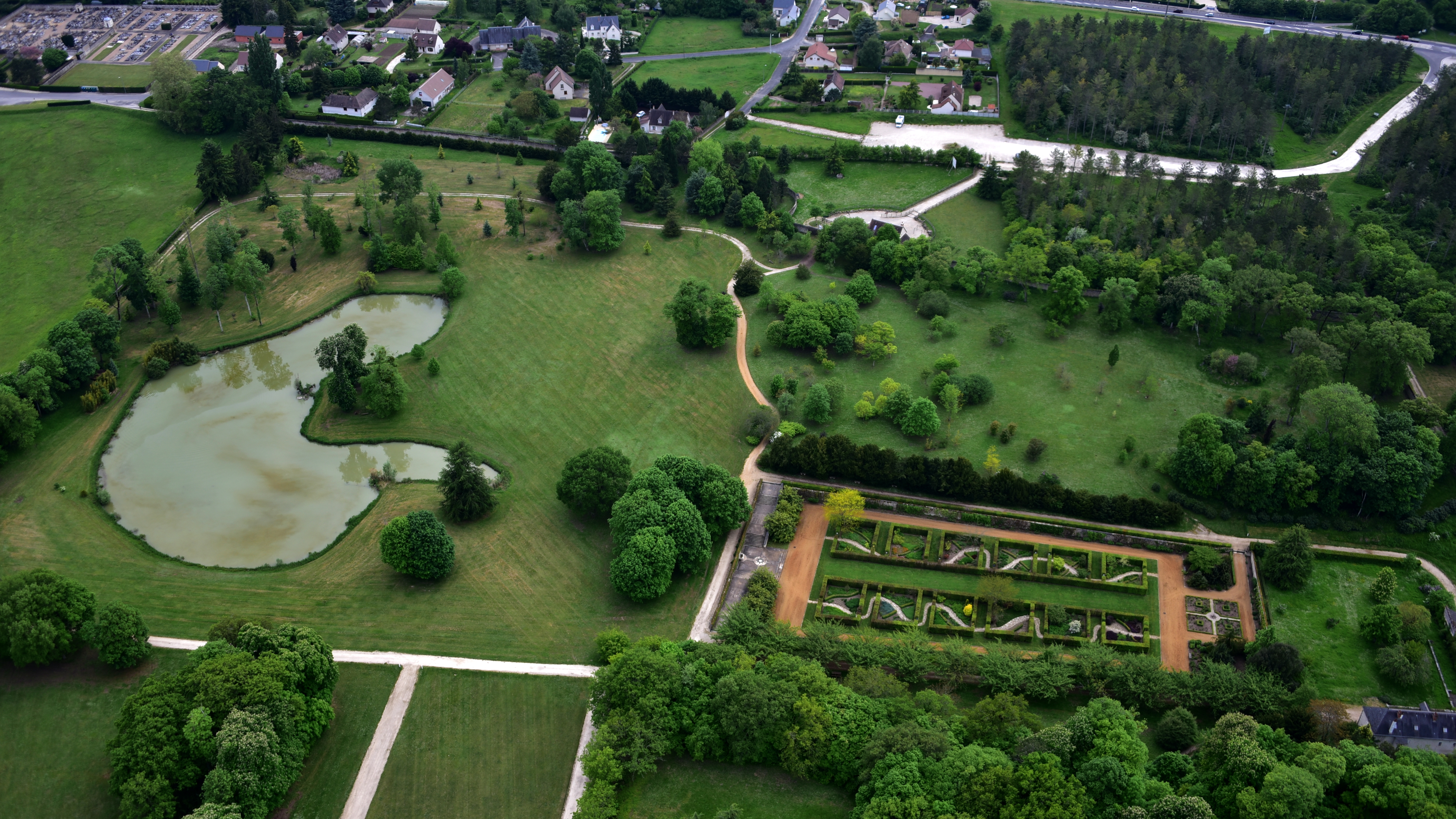
Park, Luftaufnahme (2016)

Die Anlage besteht aus einem Hauptgebäude und einem nördlich davon stehenden Wirtschaftshof. Sie ist von einem 70 Hektar großen Landschaftspark umgeben, in dem sich auch die Ruine einer kleinen Kapelle aus dem 12. Jahrhundert befindet. Diese gehörte zum Vorgängerbau des heutigen Schlosses.
Eine rund 1400 Meter lange Straße führt, von der N765 kommend, durch den Forst von Russy axial auf das zweigeschossige Hauptgebäude aus hellem Naturstein zu. Sein Mitteltrakt besitzt im Erdgeschoss eine offene Galerie mit sieben Arkaden. Darüber liegt im ersten Geschoss eine weitere Galerie, die jedoch nach außen geschlossen ist und Pilaster als Dekorelemente besitzt. Ein rechteckiger Pavillon begrenzt das nördliche Ende des Mitteltrakts, während sich an seinem südlichen Ende ein kurzer Seitenflügel anschließt. Die Geschosse des Mitteltrakts sind durch eine dorisch-ionische Pilasterfolge vertikal gegliedert und – ebenso wie die Seitentrakte – mit Medaillons verziert, die dort im 19. Jahrhundert angebracht wurden. Ebenfalls aus dem 19. Jahrhundert stammen die Lukarnen des Mittelbaus, die aufgrund ihrer Größe eine uneinheitliche Silhouette des Daches bewirken.

### Innenräume

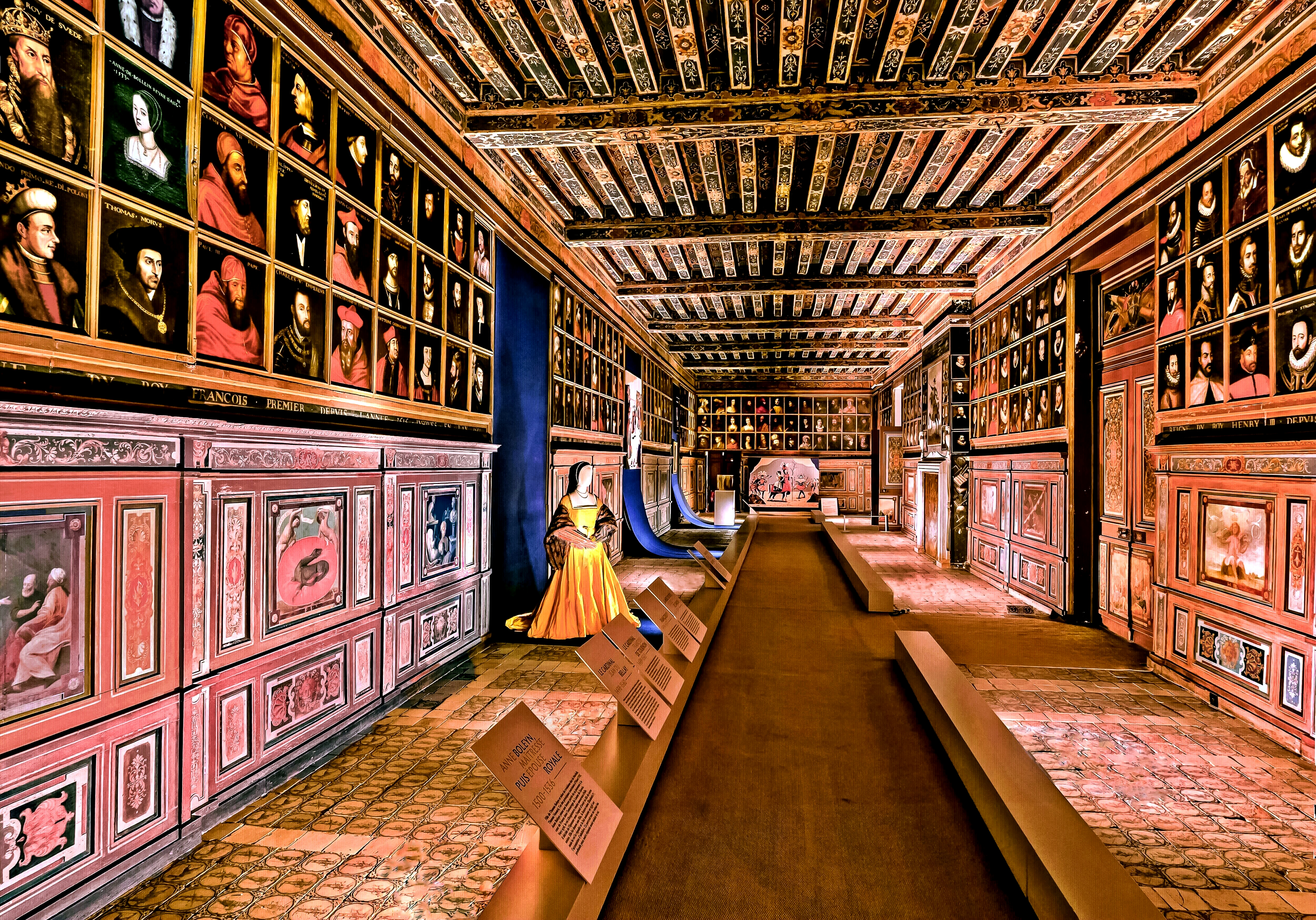
Galerie des Illustres

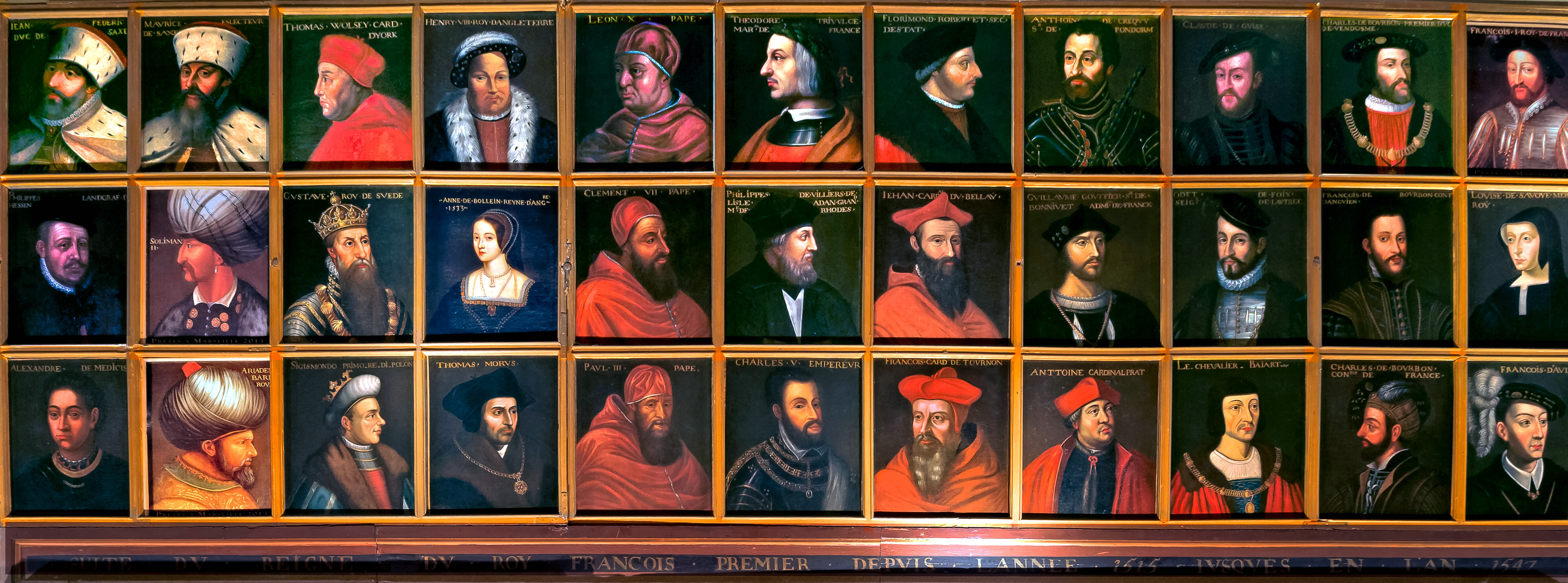
Galerie des Illustres, Porträts aus der Regierungszeit von Franz I.

Auf Paul Ardier, Ratgeber und Schatzmeister der französischen Könige Heinrich III., Heinrich IV. und Ludwig XIII., geht der sehenswerteste Raum des heutigen Bauwerks zurück, die Galerie des Illustres. Sie zeigt 327 Porträts bedeutender Persönlichkeiten aus der Geschichte Frankreichs in der Zeit von Philippe de Valois bis Ludwig VIII. Nach Paul Adier ließen sein Sohn Paul II. Ardier und schließlich seine Enkelin Marie weitere Bekanntheiten porträtieren, bis die Galerie schließlich ihren heutigen Umfang besaß. Auf ihrer Balkendecke und dem Sockel finden sich Embleme und Devisen verschiedener Könige Frankreichs, die von Jean Mosnier gefertigt wurden. Eine weitere Kostbarkeit des 26 mal 6 Meter messenden Raums ist der vollständig mit Delfter Fliesen ausgelegte Fußboden aus der Zeit um 1646. In den Gemälden, die in die Vertäfelung der Galerie eingelassenen sind, wiederholen sich bestimmte Szenen aus den Bildern. Auf ihnen ist zu sehen, womit sich die Aristokratie in der damaligen Zeit beschäftigte: Waffenkunst, Jagd, Spiel, Bildhauerei, Goldschmiedekunst, Lektüre, Krieg und Malerei. In der Vertäfelung des Kamins befindet sich eine 1925 angefertigte Kopie der von François Clouet gemalten Jagdgöttin Diana. Das Original befindet sich heute im Louvre.
An die Zeit, als der Humanist und Schöngeist Jean du Thier Eigentümer des Schlosses war, erinnert das Cabinet des Grelots (deutsch Schellenkabinett). Dieses Kabinett war sein Arbeitszimmer, das seinen Namen durch das Wappen der Familie du Thier erhielt. Das Motiv dreier Schellen auf blauem Grund findet sich sowohl in der Wandtäfelung als auch in der Kassettendecke. Bekannt ist dieses Zimmer vor allem durch die geschnitzte und vergoldete Eichenholztäfelung aus dem Jahr 1554. Sie ist eine Arbeit des königlichen Kunsttischlers Francisco Scibec de Carpi, der auch die Täfelung Franz’ I. im Schloss Fontainebleau und die Deckenverkleidung des Prachtzimmers Heinrichs II. im Louvre geschaffen hat.
Ebenfalls sehenswert ist die Schlossküche, die noch bis 1968 genutzt wurde. Einer der zwei großen Kamine dieses Raums besitzt einen Drehspieß für große Braten, der noch immer funktionstüchtig ist.

## Geschichte
Die Geschichtsschreibung erwähnt Beauregard erstmals 1495, als das Anwesen im Besitz des persönlichen Kammerherrn Karls VIII., Jean Doulcet, war und durch Louis d’Orléans – den späteren französischen König Ludwig XII. – in den Rang einer Seigneurie erhoben wurde. Anfang des 16. Jahrhunderts erwarb Franz I. das Land, um dort Jagden zu veranstalten, verschenkte es 1524 aber an seinen Onkel René von Savoyen.
Von dessen Witwe erwarb es 1545 Jean du Thier, Staatssekretär König Heinrichs II., für 2000 Goldécus. Er ließ in der Zeit von 1545 bis 1553 auf dem Land vermutlich nach Plänen Philibert de l’Ormes ein Schloss im Stil der späten französischen Renaissance erbauen, das aber deutliche Merkmale des klassizistischen Barockstils aufweist. Jacques I. Androuet du Cerceau nahm Schloss Beauregard in den zweiten Band seines Werks Les plus excellents bastiments de France auf, sodass heute noch bekannt ist, wie es in den 1570er Jahren ausgesehen hat.

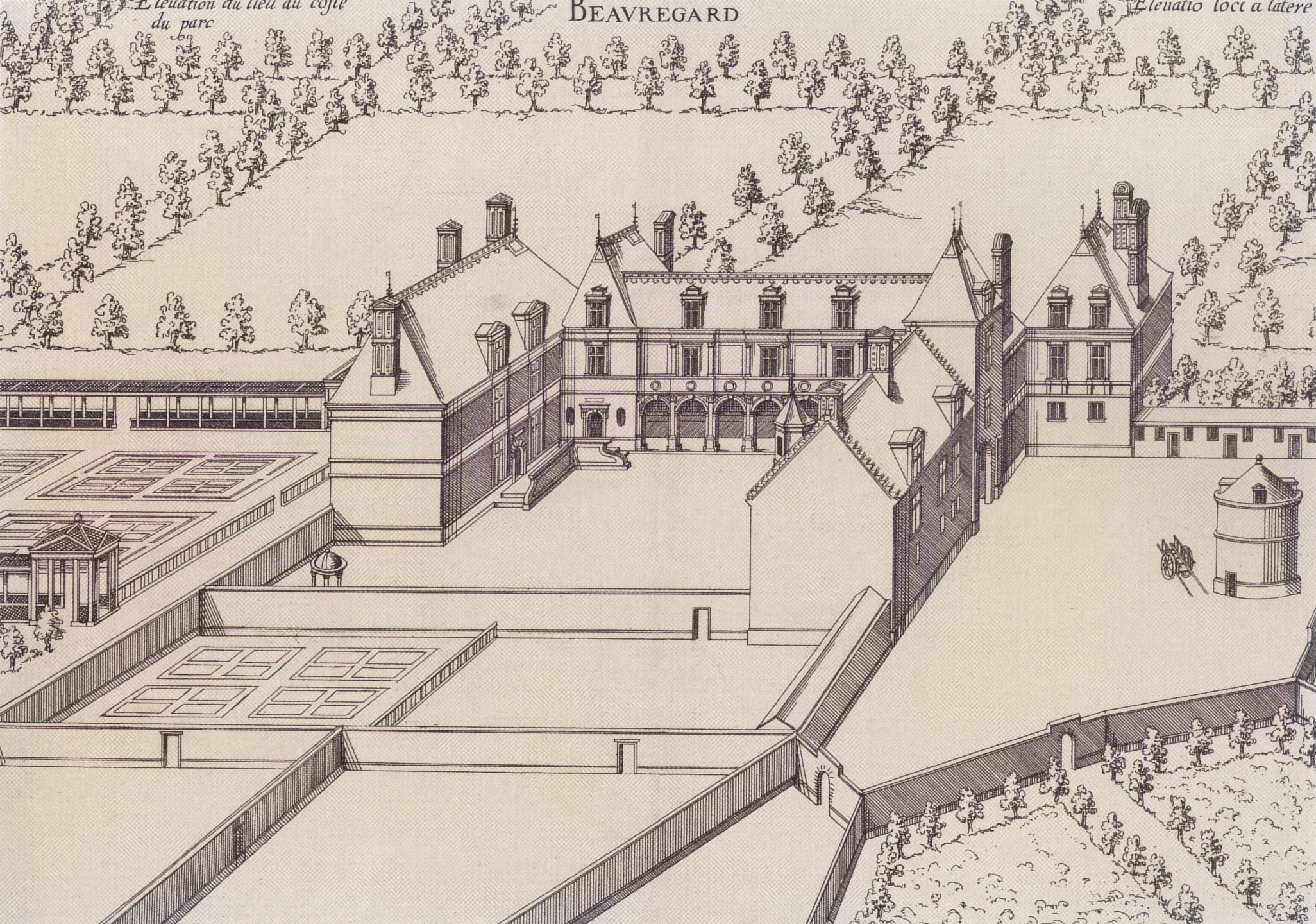
Schloss Beauregard auf einem Stich Jacques Androuet du Cerceaus, 1579

Demnach war das Bauwerk als Landgut angelegt. Sein Hauptgebäude umschloss zusammen mit einigen Mauern einen rechteckigen Hof, an den weitere, unterschiedlich große Höfe grenzten; darunter ein geräumiger Wirtschaftshof mit einem Taubenschlag. An der Süd- und Westseite des Schlosses befanden sich Zier-, Obst- und Weingärten. Daneben gehörte eine Kapelle zur Anlage, die mit Fresken von Nicolò dell’Abbate nach Zeichnungen Francesco Primaticcios ausgestattet war. Sie befand sich im ersten Geschoss des Eingangspavillons, der im 19. Jahrhundert abgerissenen wurde, so dass von der Kapelle heute nur noch ein Fresko-Fragment im Musée lapidaire im Schloss Blois erhalten ist.
Nachdem der Finanzsekretär Ludwigs XII., Florimont II. de Robertet, die Anlage 1577 erworben hatte, verkaufte er sie 1617 an Paul Ardier. Dieser widmete sich vor allem dem Ausbau des Schlossinneren, ließ aber zuvor (1622) den Mitteltrakt des Hauptgebäudes auf die doppelte Tiefe, verbreitern sodass das Gebäude seine heutige, glatt abschließende Ostfassade zur Parkseite erhielt. Unter seinem Sohn wurde die Domäne 1654 von Ludwig XIV. zur Vicomté erhoben.
Durch Erbgang und Heirat wechselte das Schloss die folgenden Jahre mehrfach den Besitzer, ehe es 1816 an Claude Antoine Hippolyte de Preval, Generalmajor unter Ludwig XIII., kam. Preval ließ große Rübenbeete anlegen und betrieb in den Wirtschaftsgebäuden des Schlosses eine Zuckerfabrik. Weil er damit aber keinen wirtschaftlichen Erfolg verbuchen konnte, war er gezwungen, das Anwesen an Adelaïde Joséphine de Bourlon de Chanvage, Comtesse de Sainte-Aldegonde, zu verkaufen. Die Gräfin richtete 1839 im Schloss die pompöse Hochzeit ihrer Tochter Marie Valentine Joséphine mit Alexandre Edmond de Talleyrand-Périgord, Sohn Edmonds de Talleyrand-Périgord, aus.
1850 erwarb Jules de Cholet das Schloss. Seine Erben verkauften es 1912 an den Landschaftsarchitekten Louis Tillier, der nicht nur erste Restaurierungsarbeiten am Gebäude durchführen ließ, sondern auch den Park grundlegend umgestaltete und ihm somit sein heutiges Aussehen gab. 
1925 kam das Anwesen in den Besitz der Familie de Gosselin. Deren Nachkommen, die Grafen du Cheyron du Pavillon, sind heute noch Eigentümer der Anlage und lassen diese samt Innenausstattung seit 1968 schrittweise restaurieren.